# Елипсоид
Елипсоидът е триизмерна повърхност, която е аналог на елипса в триизмерното пространство. Уравнението на елипсоида в Декартова координатна система xyz е: {\displaystyle {x^{2} \over a^{2}}+{y^{2} \over b^{2}}+{z^{2} \over c^{2}}=1}
където a и b са радиусите по ос x и у, а c – по z.
Когато два от радиусите са равни, елипсоидът се нарича ротационен или сфероид и се получава чрез въртене на елипса около една от осите му.

## Обем
Обемът на елипсоида {\displaystyle E_{abc}} е
{\displaystyle V={\frac {4}{3}}\pi abc.}
Сфера с радиус {\displaystyle r} е с обем {\displaystyle V={\tfrac {4}{3}}\pi r^{3}.}
Формата на Земята в първо приближение може да се представи като елипсоид.